# إنجيبورغ راسموسن
إنجيبورغ راسموسن (بالنرويجية البوكمول: Ingeborg Rasmussen)‏ هي راكبة الكنو نرويجية، ولدت في 5 يوليو 1960.

## وصلات خارجية
- إنجيبورغ راسموسن على موقع أوليمبيديا (الإنجليزية)